# Аракелян, Сергей Аврамович
Сергей Аврамович Аракелян (ум. 27 апреля 2022) — советский самбист, бронзовый призёр первенства СССР 1972 года среди юношей, победитель первенства СССР 1974 года среди юниоров, чемпион и призёр чемпионатов СССР, призёр Кубков СССР, мастер спорта СССР международного класса. Выступал во 2-й полусредней весовой категории (до 74 кг). В 1976 году окончил факультет физического воспитания Адыгейского государственного педагогического института. Тренировался под руководством Левона Айрапетяна.
Умер Сергей Аракелян 27 апреля 2022 года.

## Спортивные результаты
- Первенство СССР по самбо среди юношей 1972 года — ;
- Первенство СССР по самбо среди юниоров 1974 года — ;
- Кубок СССР по самбо 1975 года — ;
- Командный кубок СССР по самбо 1976 года — ;
- Чемпионат СССР по самбо 1978 года — ;
- Абсолютный чемпионат СССР по самбо 1978 года — ;
- Кубок СССР по самбо 1979 года — ;